# Morscy królowie w Anglii

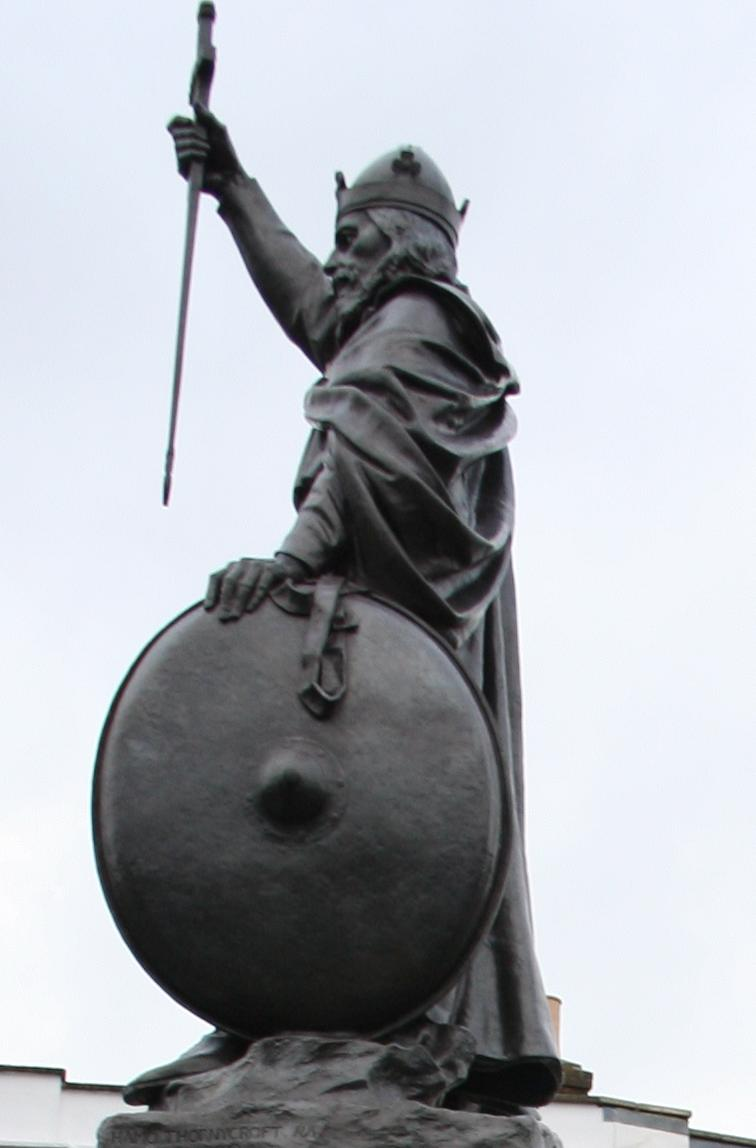
Król Alfred Wielki, posąg w Winchesterze

Morscy królowie w Anglii (ang. The Sea Kings in England) – wydana w roku 1830 powieść historyczna angielskiego pisarza, poety i dramaturga Edwina Atherstone’a. Akcja dzieła rozgrywa się w średniowieczu, za panowania króla Alfreda Wielkiego.

## Charakterystyka ogólna
Pełny angielski tytuł utworu, umieszczony w pierwszym wydaniu, brzmi The Sea-Kings in England, An Historical Romance of the Time of Alfred (Morscy królowie w Anglii, romans historyczny z czasów Alfreda). Powieść została wydana w trzech tomach, w 1830 roku, a więc w czasie kulminacji romantyzmu, przez Roberta Cadella z Edynburga, działającego w porozumieniu ze spółką Whittaker, Treacher and Arnot ze stołecznego Londynu. Opowieść ta była jednym z dwóch prozatorskich dzieł Atherstone’a, który specjalizował się w utworach wierszowanych o znacznych rozmiarach. Została ona osadzona w epoce, uważanej przez Anglików za heroiczny rozdział w ich dziejach, czyli w okresie najazdów wikingów. Bohaterem jest saksoński (angielski) chłopiec imieniem Edmund, którego pochodzenie jest początkowo nieznane.

## Tło historyczne

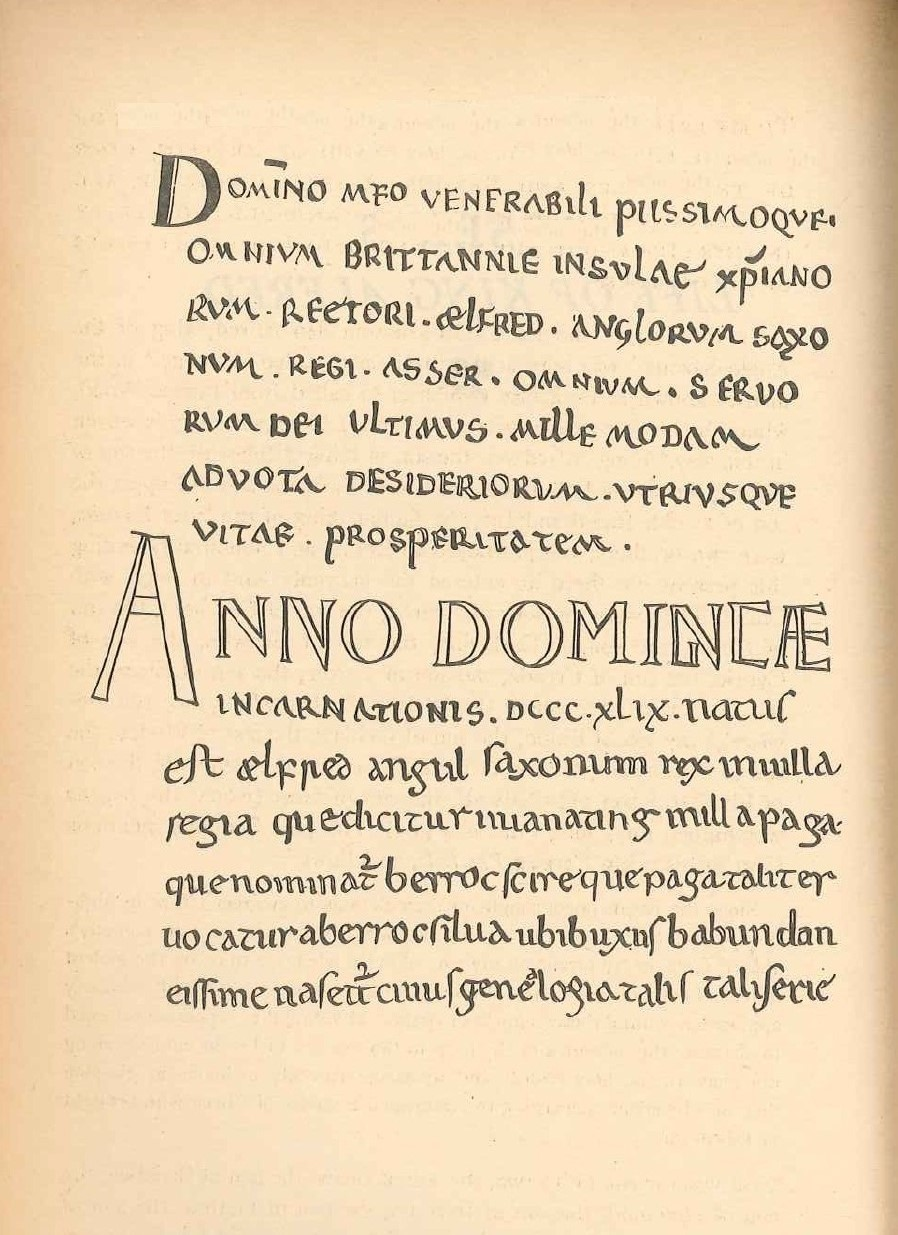
Strona z Żywota Alfreda Assera

Podtytuł omawianej powieści przywołuje postać anglosaskiego króla Alfreda, zwanego Wielkim, który zasłynął jako obrońca państwa w okresie najazdów. Głównymi przeciwnikami Anglosasów byli wówczas wikingowie, którzy ze swoich skandynawskich siedzib wyruszali na łupieżcze wyprawy po całej Europie. Jako znakomici żeglarze i wojownicy, budzili postrach w ówczesnej Europie. Ich okręty miały małe zanurzenie, więc mogły wpływać swobodnie na rzeki i atakować cele położone w głębi lądu, a nie tylko na wybrzeżach. Anglia była wówczas podzielona na siedem królestw, co bardzo ułatwiało najeźdźcom odnoszenie sukcesów na polu walki, na co zwrócił uwagę Atherstone w swojej powieści, stwierdzając, iż nierzadko jeden anglosaski król cieszył się z klęski drugiego, nie myśląc przy tym, że agresor po odniesieniu zwycięstwa nad sąsiadem, zwróci się przeciwko niemu. Wojny Anglików z wikingami były przedstawiane jako starcie chrześcijan z poganami.
Alfred Wielki był bohaterem wielu legend i anegdot, podobnie jak w Polsce Kazimierz Wielki, oraz główną postacią w licznych dziełach literackich, zwłaszcza epickich. Epos o życiu monarchy, zatytułowany po prostu Król Alfred napisał John Fitchett. Poematy o tym zasłużonym władcy ułożyli też Henry James Pye i Joseph Cottle.

## Treść

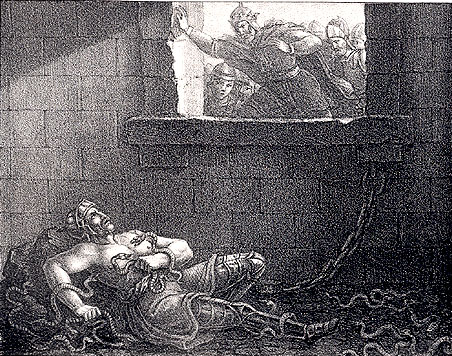
Ragnar Lodbrok w lochu z wężami

### Przedakcja
Utwór rozpoczyna się krótkim, zaledwie sześciostronicowym wprowadzeniem. Już w pierwszym zdaniu powieści autor przedstawia realia epoki: It was an evil hour for himself and for England, that Ella, king of Northumbria, having by chance of war in his power the fierce Sea-king Ragnar Lodbrog, whom, after a desperate an unequal combat, he had taken prisoner, determined to glut his vengeance by inflicting upon him a painful and horrible death (I, 1). Czytelnik dowiaduje się, że tematem prezentowanej historii będą wojny, w których bierze się jeńców nie po to, żeby ich trzymać w niewoli, albo uwalniać po otrzymaniu okupu, ale żeby ich uśmiercać w okrutny sposób.

#### Historia Ragnara Lodbroga
Autor nie pozostawia wątpliwości co do charakteru przedstawionych postaci. Wiking Ragnar Lodbrog jest bezwzględnym łupieżcą, postrachem Anglii, Niemiec, Francji i Hiszpanii. Kiedy, wbrew radom swojej żony, Aslaugi, buduje dwa wielkie okręty i udaje się na rabunek do Szkocji oraz Anglii, po raz pierwszy przegrywa. Duże, ale mniej zwrotne od poprzednio używanych łodzi, jednostki rozbijają się, a wojownik jest zmuszony do poddania się, albo walki do końca z przeważającymi siłami anglosaskiego króla Elli. Nadzwyczajne męstwo wikinga, który cztery razy przebił się przez szeregi wroga, nie zdało się na nic, bowiem wszyscy jego towarzysze polegli, a on sam dostał się do niewoli. Ella postanowił wrzucić go do lochu, w którym gnieździły się węże. O twardym charakterze więźnia świadczy to, że nawet w więzieniu nic sobie nie robił z cierpienia, a nawet do ostatniego tchu śpiewał pieśni o swoich bohaterskich czynach i nadziei na wystawne uczty w Walhalli, czyli skandynawskim raju. Atherstone podkreśla przy tym, że okrucieństwo wyrządzone jeńcowi zaszło w złą godzinę, a Ella nie pomyślał o konsekwencjach swojego czynu.

#### Najazd wikingów na Anglię
Kiedy tylko wiadomość o zgonie sławnego wikinga rozeszła się po Skandynawii, jego synowie, zapomnieli o konfliktach między sobą i zjednoczyli swoje siły, postanawiając odpłacić Anglosasom za hańbiące potraktowanie ojca. Zebrali wojowników ochotnych do walki, a na ich wezwanie stawili się wikingowie z Norwegii i Danii, jak również Waregowie ze Szwecji i Rusi. Ośmiu królów i dwudziestu książąt, potomków, krewnych i sprzymierzeńców Ragnara zebrało swoje okręty na Bałtyku, pożeglowało do Anglii i pod miastem York pokonało Ellę, który zginął śmiercią jeszcze okrutniejszą niż ta, zadana Ragnarowi. Wikingowie nie poprzestali jednak na zemście na Elli, ale rozpoczęli rabunek na ogromną skalę. Trzej synowie Ragnara uzgodnili plany, po czym podzielili swoje siły i zaczęli atakować tereny w głębi lądu. Jeden z nich, imieniem Ingwar (albo Ivar) przeszedł przez rzekę Humber i wkroczył do Mercji. Kiedy obległ Nottingham, król Mercji Burrhed poprosił o pomoc władcę Wesseksu, Ethelreda, który na tę wyprawę zabrał ze sobą dziewiętnastoletniego wówczas brata, Alfreda. Anglosasom udało się zawrzeć pokój, zakładający wycofanie się najeźdźców spod Nottingham do Yorku. Niestety królowie anglosascy nie zdołali się porozumieć w sprawie wspólnej wyprawy na Skandynawów, która mogłaby doprowadzić do ostatecznego zwycięstwa i wyrzucenia najeźdźców z wyspy. Przybysze istotnie odeszli do Yorku, a król Wesseksu powrócił do domu. Nie spodziewał się, że jego własne państwo, podobnie jak oswobodzona przez niego Mercja, stanie się wkrótce celem najazdu wikińskich grabieżców. Duńczycy pogwałcili zawarte traktaty i zaatakowali ziemie Ethelreda, dopuszczając się w nich wielu okrucieństw.

### Akcja właściwa
Właściwa akcja powieści rozpoczyna się we wrześniu roku 870. Atherstone przenosi czytelnika do klasztoru Croyland, w którym przed najeźdźcami schronili się starcy i dzieci. Normalne zajęcia przerwało gwałtowne stukanie do bramy. Kiedy mnisi otworzyli wrota, do wnętrza wbiegło trzech młodzieńców, którzy wcześniej wyruszyli walczyć z Duńczykami. Jeden z nich, Osbald z Bardeney, poinformował opata i zakonników, że bitwa z wikingami została przegrana, a wszyscy angielscy wodzowie polegli. Niedługo później do klasztoru dotarli wikingowie, urządzając w nim rzeź. Najeźdźcy nie oszczędzali ani duchownych, ani dzieci i rabowali, co się dało. Pootwierali nawet grobowce, przypuszczając, że zmarłym dano jakieś kosztowności. Wyjątkową gorliwością odznaczał się Duńczyk Hubbo. Kiedy zebrali wszystko, co im się wydawało cenne, podłożyli ogień pod budynki.
Pogańscy przybysze z pogardą odnosili się do chrześcijan, wzywając imion swoich bogów. Jeden z nich, Szwed Sidroc, wziął do niewoli Edmunda, jedenastoletniego chłopca, który uczył się w klasztorze. Edmund był rzekomo synem Cynewulfa, podobno wcześniej zabitego przez najeźdźców. W rzeczywistości był sierotą, przyprowadzonym do klasztoru. Sidroc przekazał go Rolfowi, jednemu z żołnierzy, każąc by go pilnował. W ten sposób Edmund uniknął śmierci w klasztorze. Rolf odprowadził chłopca do obozowiska Wikingów. Tam zajęła się nim Aslauga, wdowa po Ragnarze, królowa Normanów. Pod opieką królowej Edmund był bezpieczny. Powiedziała mu ona zresztą wprost, że był pierwszym oszczędzonym przez Wikingów Anglosasem. Poznał jej córkę, Windredę, która miała siedem lat. Kiedy Sidroc powrócił do obozu, również dbał o bezpieczeństwo chłopca. Po pewnym czasie chłopcu udało się uciec. Nie zapomniał jednak, że Sidroc uratował mu życie.
W czasie włóczęgi spotkał pustelnika Theodrica. Odnalazł też ojca Cynewulfa. Edmund dorósł. Kiedy zeszły się drogi Edmunda i Sidroca, Anglosas powiedział Szwedowi, że zawdzięcza mu życie (I owe thee a life, Earl Sidroc, III, 81), obiecał, że zwróci mu wolność (I would give you freedom, III, 82) i zapytał go, czy pamięta chłopca, którego uratował kiedyś z rzezi w klasztorze (Thou hast not then forgotten [...] that one child was rescued by thee from the carnage III, 82). Kiedy Sidroc odpowiedział, że pamięta, Edmund przedstawił się: I am myself that boy (III, 82). Doszło też do kolejnego spotkania Edmunda z jego wrogiem, Hubbem. Hubbo, pokonany przez Edmunda i ranny, podstępnie poprosił go o pomoc w podniesieniu się z ziemi, rzekomo po to, aby pomodlić się do chrześcijańskiego Boga, a kiedy Edmund, odłożywszy miecz na bok, próbował go unieść, zaatakował go sztyletem. Tylko nadzwyczajny refleks uratował bohaterowi życie. Zdążył on błyskawicznie podnieść broń i zadać decydujący cios, obcinając perfidnemu Duńczykowi głowę jednym potężnym cięciem. Utwór kończy się informacją o kapitulacji Duńczyków, którzy decydowali się złożyć broń i przyjąć chrześcijaństwo. Wśród nich był Sidroc, który również osiadł w Anglii. W ostatnim zdaniu powieści autor przedstawia przyszłe losy Edmunda i Elfridy, którzy maja objąć w posiadanie zamek w Maximus. Epizodem jest anegdota o królu Alfredzie, który miał pilnować piekących się bochenków, ale dopuścił, żeby się spaliły i został za to skarcony przez gospodynię.

## Bohaterowie

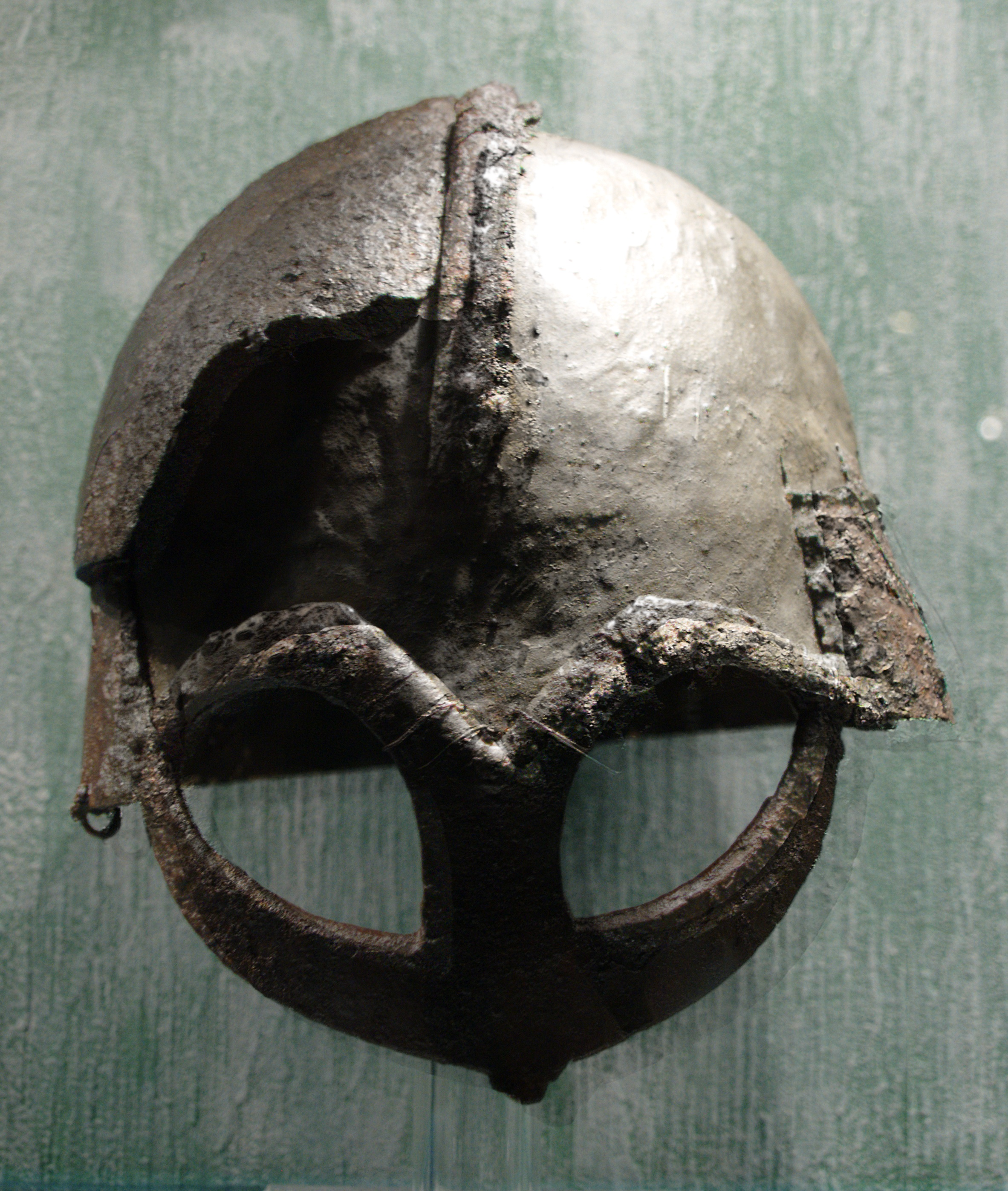
Hełm wikiński

- Edmund – główny bohater powieści, który jako dziecko był świadkiem rzezi urządzonej przez Wikingów w klasztorze, w którym się wychowywał i pobierał nauki. W końcu okazuje się bratankiem króla Alfreda.
- król Alfred, władca Wesseksu. Edwin Atherstone pisze o nim: Every known fact in the life of Alfred bespeaks a mind of the highest order of intellect, and of virtue. Król w przebraniu chodził po kraju i w takim stroju ujawnił swoją prawdziwą tożsamość Edmundowi.
- Ella – anglosaski władca, który skazał na śmierć Ragnara Lodbroka i w zemście za ten czyn został w okrutny sposób zgładzony przez jego synów.
- Cynewulf
- Ragnar Lodbrok – władca Wikingów[17] uważany przez nich za bohatera, którego śmierć w angielskim więzieniu stała się pretekstem do najazdu połączonych sił skandynawskich i wyniszczającej wojny.
- Aslauga – królowa Wikingów, wdowa po Ragnarze Lodbroku.
- Windreda – siedmioletnia córka Aslaugi.
- Leofric
- Kentwina
- Oswulf – syn Leofrica i Kentwiny, brat Ethelburgi. Edmund wdał się z nim w walkę, po której opuścił dom Leofrica.
- Osbald z Bardeney
- Bernred
- Wihtred
- Osred
- Ethelburga
- Elfrida
- Sidroc – Wiking, który uratował Edmundowi życie.
- Hubbo – charakteryzujący się wyjątkowym okrucieństwem wojownik wikiński. Jest nieprzejednanym wrogiem Edmunda[18].
- Rolf – Wikigin, któremu Sidroc powierzył jedenastoletniego Edmunda
- Wiglaf – medyk
- Elf
- Ethelred – król Wesseksu, który zginął w wyniku odniesionych ran.
- Burrhed – król Mercji, który porzucił swoich poddanych i uciekł do Rzymu.
- Sigifred – brat Elfridy.
- Swetha
- Iddelrid
- Godrun – syn Ragnara Lodbroga, brat Hubba
- Judyta – wnuczka cesarza Karola Wielkiego, matka Edmunda

## Miejsce akcji
Miejscem akcji jest Anglia, a w szczególności królestwo Wesseksu, które jako jedyne nie zostało podbite przez Wikingów. Ważną rolę w świecie przedstawionym odgrywają klasztory, będące ośrodkami nauki i kultury. Atherstone pisze: In the monasteries certainly were the seeds of learning preserver through the dreary winter of centuries (II, 2).

## Obraz Wikingów
W powieści Atherstone’a wikingowie są ukazani generalnie jako barbarzyńcy, dopuszczający się straszliwych okrucieństw. Przykładem ich bestialstwa jest ukazany już na początku akcji atak na klasztor, wypełniony osobami bezbronnymi, a do tego w dużej części duchownymi. Czytelnik dowiaduje się, że Hubbo sporządził sobie puchar z czaszki króla Elli, zamęczonego w zemście za śmierć Ragnara Lodbroda. Kaźń angielskiego monarchy również budzi grozę, jako że wikingowie powoli wyłuskiwali mu żebra, jedno za drugim. Była to kara, znana jako rytuał krwawego orła. Hubbo nie tylko, że nie ma wyrzutów sumienia z powodu tej zbrodni, ale jeszcze się nią chełpi. Diametralnie różną osobowość ma Sidroc, który mówi wprost, że The son of Ragnar Lodbrok ought not to sink himself below the level of a beast.

## Forma
Dla wzmocnienia efektu, pisarz stosuje wyliczenia: The shouts, the yells, the groans, the clashing of arms, were terrific. Niekiedy Atherstone ozdabia swoją prozę aliteracją: Every day the most fearful reports were fabled; and every fact received the most frightful exaggerations (II, 120). Jest to o tyle uzasadnione, że w czasach, o których opowiada powieść, cała poezja angielska była oparta nie na rymie, ale właśnie na aliteracji. W użyciu był wtedy wiersz aliteracyjny, w którym każda linijka miała cztery akcenty, a dwa lub trzy z nich były podkreślone zastosowaniem tej samej spółgłoski. W powieści Atherstone’a jest wiele przykładów aliteracji: It was then a gloomy morning, early in the month of March () A female figure looked forth   (II, 167) His speech was slow and solemn (II, 254)  Edmund sat a silent and stern spectator of the scene. (II, 360). The speaker rushed on as he said this; but fell dead at one sweep of the sword of Sidroc (III, 168) fine figure of Elfrida (I, 267) There was in this speech something that strengthened Edmund's suspicion of the perfect uprightness of Sigifred's mind. (I, 278) leaving a little to the left the lighted tent (III, 1). Wykorzystanie aliteracji w dziele Atherstone’a mieści się w zakresie stylizacji, a konkretnie archaizacji. Autor archaizuje też swój styl, wykorzystując stare formy gramatyczne, jak thou. Perish thou first presumptous traitor (III, 168) Pisarz różnicuje też styl poszczególnych bohaterów.

## Opinia krytyki
Powieść Edwina Atherstona została wyczerpująco zrecenzowana w tygodniku The Edinburgh Literary Journal, or, Weekly Register of Criticism and Belles. Recenzent stwierdził, że Mr Arherstone is a man of talent. As a poet his descriptions are gorgeous and his style is epic and dignified, though heavy withal. Autor recenzji pochwalił pisarza również za przedstawienie wyrazistych postaci szlachetnego Sidroca i gwałtownego Hubba: Hubbo and Sidroc, strongly contrasted as they are with each other, are the two characters, in the delineation of which the author has put forth his powers with the most success.
Inna recezja została zamieszczona w The Literary Gazette, and Journal of Belles Lettres. W tym przypadku krytyk wytyka pisarzowi nieodpowiedni jego zdaniem wybór tematu, wskazując, że dziewiętnastowieczny czytelnik nie może się łatwo identyfikować ze średniowiecznymi bohaterami: We have no sympathy when we have nothing in common.
Powieść Atherstone’a została zauważona również w The Monthly Review. Krytyk, chwaląc pisarza za stworzenie prawdopodobnego w naszym odczuciu czytelnika epoki anglosaskiej, napisał: For one decided feature in his romance, Mr. Arherstone deserves at least the praise of industry. He has, to some extent, lifted the curtain that hangs over the manners of our early ancestors, and has succeeded in affording what we think tolerably correct notions of the customs in peace as well as in war.